# Taivaanpallo
Taivaanpallo är en roman av författaren Olli Jalonen, publicerad 2018. Dess händelser äger rum på ön Sankta Helena i slutet av 1600-talet.
Huvudpersonen och berättaren för romanen är åtta år gamla Angus, som gör små uppgifter åt Edmond Halley. Angus lär sig att läsa tack vare prästen som lever på ön och får en kristen uppfostran.
Taivaanpallo fick Finlandia-priset för litteratur 2018.